# Хойо-Мару
Хойо-Мару (Hoyo Maru) — судно, яке під час Другої світової війни взяло участь в операціях японських збройних сил у Мікронезії та Меланезії.

## Передвоєнна історія
Танкер Хойо-Мару спорудили в 1936 році на верфі компанії Mitsubishi в Йокогамі на замовлення Nippon Shosen.
У січні 1937-го під час другого рейсу судно в умовах шторму сіло на ґрунт та серйозно пошкодило корпус, після чого пройшло ремонт на корабельні Asano Shipyard.
25 грудня 1940-го «Хойо-Мару» реквізували для потреб Імперського флоту Японії, втім, пов'язану з цим модернізацію воно пройшло лише 29 серпня — 11 жовтня 1941-го. Відомо, що танкер отримав захисне озброєння із двох 80-мм гармат.

## Рейс до Мікронезії
Напередодні вступу Японії у війну, 21 листопада — 3 грудня 1941-го, Хойо-Мару пройшов з японського порту Йокосука до атола Трук у центральній частині Каролінських островів (тут була потужна база японського ВМФ, з якої до лютого 1944-го провадились операції в низці архіпелагів). А 13—17 грудня, вже після початку бойових дій, танкер перейшов на атол Кваджелейн (Маршаллові острови), з якого в початковому періоді війни провадили операції великі сили підводного флоту. Кілька тижнів Хойо-Мару працював тут, допоки 4—13 січня 1942-го не перейшов з Кваджелейна до Йокосуки.

## Операції в архіпелазі Бісмарка
21—28 січня 1942-го танкер здійснив новий перехід з Йокосуки на Трук. 5 лютого він рушив далі на південь, де за кілька тижнів до того почалась операція японських збройних сил в архіпелазі Бісмарка. 7—8 лютого Хойо-Мару побував у Кавієнзі на північному завершенні острова Нова Ірландія (стане другою за значенням японською базою в архіпелазі) і того ж 8 лютого досягнув Рабаула — головної передової бази в архіпелазі Бісмарка, з якої протягом наступних двох років здійснювались операції на Соломонових островах та сході Нової Гвінеї. Майже два тижні танкер провадив бункерування в Рабаулі, після чого 20—26 лютого повернувся на Трук, а вже 7 березня був у Йокосуці.
14—22 березня 1942-го відбувся черговий рейс Йокосуку — Трук, а 28—31 числа Хойо-Мару витратив на перехід у Рабаул. На завершальній ділянці маршруту поблизу Нової Ірландії він був атакований неідентифікованою субмариною у надводному положенні, але відігнав її вогнем своїх гармат. До 13 квітня Хойо-Мару бункерував кораблі в Рабаулі, 14—15 квітня відвідав район Кавієнга, а 20 числа прибув на Палау (важливий транспортний хаб на заході Каролінських островів). Цього разу Хойо-Мару не став вирушати по пальне до Японії, а 23—27 квітня пройшов на Трук, де прийняв вантаж з іншого танкера «Ніссін-Мару №2».
Тим часом японське командування розпочало операцію заволодіння Соломоновими островами та Портом-Морсбі. 30 квітня — 2 травня 1942-го Хойо-Мару пройшов з Труку до Рабаула в супроводі есмінця «Удзукі», а 4 травня разом зі створеним у межах операції транспортним загоном перейшов до якірної стоянки Шортленд — прикритої групою невеликих островів Шортленд акваторії біля південного завершення острова Бугенвіль. Хойо-Мару та ще два танкери залишились тут під охороною «Удзукі», тоді як транспорти невдовзі відбули до південно-східного завершення Нової Гвінеї. 9 травня, одразу після битви в Кораловому морі, танкери провели на Шортленді бункерування ряду кораблів, а 11 травня Хойо-Мару полишив цю стоянку, зустрівся з есмінцем «Оіте» та рушив до островів Дебойне. На останніх кілька діб існувала передова база гідроавіації, проте після згаданої вище битви висадку в Порт-Морсбі скасували й 12 травня останні японські кораблі полишили Дебойне. Саме 12 числа Хойо-Мару прибув сюди й тієї ж доби рушив назад на Шортленд у супроводі переобладнаного канонерського човна «Ніккай-Мару». 13 травня танкер провів на Шортленді бункерування двох важких крейсерів, після чого зайшов до Рабаулу. Вже 14 травня він вирушив звідси на Трук, при цьому невдовзі після початку переходу до нього приєднався ескортний корабель — есмінець «Яйой». 18 травня вони прибули на зазначену базу.
30 травня — 3 червня 1942-го Хойо-Мару пройшов у Рабаул. У наступні кілька тижнів він ніс службу тут, а 4 липня прибув на стоянку Шортленд, де протягом наступних кількох діб провів бункерування щонайменше шести крейсерів. 11 липня танкер повернувся у Рабаул, 13—16 числа здійснив перехід на Трук, а 17—24 липня пройшов до Куре, де став на одномісячний ремонт.

## Рейси до Мікронезії
22 серпня 1942-го Хойо-Мару полишив Куре, а 4 вересня прибув на атол Джалуїт (Маршаллові острови), де передав паливо флотському танкеру «Іро». 5—9 вересня Хойо-Мару в супроводі есмінця «Юдзукі» пройшов на Трук. 13 числа танкер полишив цю базу для повернення до Японії. Першу частину маршруту він пройшов разом із конвоєм, що прямував на Палау, а потім рушив на північ та 21 вересня прибув до Куре.
З 23 вересня по 12 жовтня 1942-го Хойо-Мару здійснив рейс з Куре на Трук (де перебував 1—4 жовтня) та назад. Ще один такий похід він провів з 14 жовтня по 4 листопада, при цьому перебування на Труці прийшлось на 24—26 жовтня.
6—14 листопада 1942-го Хойо-Мару вчергове пройшов з Куре на Трук, проте тепер не став повертатись до Японії, а в період з 23 листопада по 19 грудня здійснив рейс до Південно-Східної Азії та назад (під час цього походу 4—7 грудня танкер побував у Сінгапурі). Вже на завершальній частині походу в районі Маріанських островів Хойо-Мару зазнав пошкодження з незрозумілих причин (можливо, ураження міною), проте зміг прибути на Трук, де провів понад три місяці. Лише 4—15 квітня 1943-го Хойо-Мару прямував до Куре, після чого до середини липня проходив ремонт на верфі в Осаці.

## Нові операції у Мікронезії
17 липня — 6 серпня 1943-го Хойо-Мару у складі конвою перейшов з японського порту Моджі до Сінгапура, а вже 25 серпня досягнув Труку. У цей період для забезпечення сил флоту, що базувались тут, ряд танкерів здійснювали рейси до нафтовидобувних районів Південно-Східної Азії. До цього ж завдання залучили й Хойо-Мару, що в середині вересня відвідав Балікпапан і Таракан (центри нафтової промисловості на східному узбережжі острова Борнео), а 23 вересня — 4 жовтня здійснив зворотний перехід на Трук.
На початку жовтня 1943-го американське авіаносне з'єднання завдало удару по острову Вейк (північніше від Маршаллових островів) без жодної істотної реакції зі сторони ворожого флоту. Зате за кілька тижнів японці на основі радіоперехоплення вирішили, що готується нова атака на Вейк, і 17 жовтня вислали з Труку до Еніветоку головні сили (3 авіаносці, 6 лінкорів, 8 важких крейсерів та інші кораблі). У межах цієї операції «Хойо-Мару» під охороною есмінця «Амацукадзе» вийшов 21 жовтня до Еніветоку з метою забезпечити бункерування бойових кораблів. Втім, у підсумку флот кілька діб безрезультатно очікував ворога, після чого повернувся на Трук. 27 жовтня туди ж повернувся і «Хойо-Мару».
На початку листопада 1943-го Хойо-Мару у складі танкерного конвою рушив у ще один рейс до Південно-Східної Азії, мавши цього разу завдання відвідати Палембанг (центр нафтовидобутку на сході Суматри). Вночі 6 листопада за дві сотні кілометрів на північний захід від Труку (та за кілька десятків кілометрів на південь від атола Намоніто) по конвою провів дві атаки американський підводний човен USS Haddock. Всього він випустив 10 торпед, з яких одна поцілила Хойо-Мару в машинне відділення та спричинила пожежу. Віддали наказ полишити танкер, при цьому моряків підібрав есмінець «Якадзе» зі складу ескорту конвою. Враховуючи, що сам «Якадзе» був пошкоджений унаслідок зіткнення з іншим танкером загону, японське командування спрямувало на допомогу цілий ряд кораблів — ще до опівдня прибув легкий крейсер «Нагара», пізніше долучились переобладнаний канонерський човен «Кінджо-Мару» (Kinjo Maru) та ще три судна. Надвечір 6 листопада пожежу вдалось загасити. «Нагара» поперемінно з «Кінджо-Мару» здійснювали буксирування Хойо-Мару, також крейсер допомагав відкачувати воду своїми помпами. Ввечері 7 листопада для охорони загону з Труку прибули додаткові сили (ймовірно, есмінці «Судзуцукі» та «Хацудзукі»). Нарешті, 10 листопада Хойо-Мару вдалось привести на Трук.
Протягом наступних кількох місяців танкер проходив аварійний ремонт, у якому допомагало спеціалізоване судно «Акасі». 17 лютого 1944-го Трук став ціллю для потужної атаки авіаносного з'єднання. У другій половині дня літаки з авіаносця USS Enterprise поцілили «Хойо-Мару» двома 454-кг бомбами, що спричинило пожежу. Надалі танкер перекинувся та затонув у районі з глибиною 24 метри, при цьому його кіль та гвинти виднілися з води. У бою загинули 6 членів екіпажу «Хойо-Мару».